# Thorstein Diesen
Halvor Thorstein Romdal Diesen, född 7 december 1862 i Kristiania (nuvarande Oslo), död 4 september 1925 vid Larkollen, var en norsk jurist och politiker. 
Diesens politiska intresse väcktes under valrörelsen 1882 och kort efter att han börjat studera juridik anställdes han i januari 1883 vid den konservativa tidningen "Fædrelandet". Efter att ha blivit juris kandidat 1886 var han under några år verksam som jurist, 1890–98 redaktör för "Bergens Aftenblad" och 1891–98 ordförande i Bergens Grundlovsforening. 
Diesen lämnade dessa poster i september 1898, då han blev generalsekreterare för Høyre, men inträdde året därpå som politisk redaktör på "Aftenposten". Samtidigt var han ordförande i den konservativa pressens landsförening och medlem av Høyres centralstyrelse. 
Diesen drog sig tillbaka från sin redaktörstjänst för att i januari 1901 etablera egen sakförarrörelse i Kristiania och blev 1904 Høyesterettsadvokat. Han hade emellertid flyttat från Kristiania till Aker, invaldes kort därefter i herredsstyret och medverkade i startandet av lokaltidningen "Akersposten" den 1 januari 1906. Från den 1 juni 1908 till sin död var han politisk chefredaktör på "Aftenposten". Han utgav 1912 boken Folkeafstemning. En historik og en udredning och tillsammans med Anthon B. Nilsen 1924 en samling reseskildringar under titeln Kræmmersjæl og bladlus paa reise.